# Het rode korenveld
Het rode korenveld (Chinees: 红高粱, Hóng gāoliang) is een Chinese dramafilm uit 1987 onder regie van Zhang Yimou. De film is gebaseerd op de gelijknamige roman uit 1987 van de Chinese auteur Mo Yan. Zhang Yimou won met deze film de Gouden Beer op het Filmfestival van Berlijn.

## Verhaal
Op het einde van de jaren '20 wordt de grootmoeder van de verteller als jong meisje uitgehuwelijkt aan een man, die veel ouder is dan zijzelf. Ze wordt in een draagkoets naar haar toekomstige man gebracht. Ze wordt overvallen tijdens die tocht, maar ze wordt gered door een van de dragers, de grootvader van de verteller. Haar toekomstige echtgenoot is de eigenaar van een wijnstokerij, maar hij blijkt melaats te zijn. Na zijn dood neemt zij de stokerij over. Als ze de drager opnieuw ontmoet, besluiten ze samen de wijnstokerij te leiden. Uiteindelijk krijgen ze ook een zoontje.

## Rolverdeling
| Acteur    | Personage   |
| --------- | ----------- |
| Gong Li   | Grootmoeder |
| Jiang Wen | Grootvader  |
| Ten Rujun | Oom Luohan  |
| Ji Cunhua | Rover       |